# Herbringhauser Bach
| Zuläufe und Bauwerke \| Herbringhauser Bach \| Herbringhauser Bach \| Herbringhauser Bach \| \| ------------------------------------- \| ------------------- \| ---------------------- \| \| Legende \| \| \| \| Remscheid-Lennep \| \| Remscheid-Lennep \| \| Landesstraße 58 \| \| \| \| \| \| \| \| \| \| \| \| Wuppertal \| \| Wuppertal \| \| Grunewaldsiefen \| \| \| \| Lusebuschsiefen \| \| \| \| \| \| Nebenarm \| \| \| \| \| \| Cluser Bach \| \| \| \| \| \| Garschagener Bach \| \| \| \| Zufluss \| \| \| \| Wüstung Kreuzmühle \| \| Vorbecken Kreuzmühle \| \| \| \| Landesstraße 81 \| \| \| \| Herbringhauser Talsperre \| \| \| \| Vorbecken Olper Siefen \| \| \| \| Vorbecken Seringhausener Siefen \| \| Vorbecken Hofer Siefen \| \| \| \| \| \| Zulauf Lindes Busch \| \| Windgassener Siefen \| \| \| \| \| \| Wasserwerk Herbringhausen \| \| \| \| \| \| \| \| Sondernsiefen \| \| Bockenberger Siefen \| \| Schmiedesiefen \| \| \| \| \| \| Herbringhauser Siefen \| \| \| \| \| \| \| \| \| \| \| \| Wellenbuschbach \| \| \| \| \| \| \| \| \| \| \| \| \| \| \| \| \| \| Ehem. Untere Herbringhauser Talsperre \| \| \| \| \| \| Nebenarm \| \| \| \| \| \| Wupper \| \| \| |  |                        |
| Herbringhauser Bach |  |                        |
| Legende |  |                        |
| Remscheid-Lennep |  | Remscheid-Lennep       |
| Landesstraße 58 |  |                        |
| |  |                        |
| |  |                        |
| Wuppertal |  | Wuppertal              |
| Grunewaldsiefen |  |                        |
| Lusebuschsiefen |  |                        |
| |  | Nebenarm               |
| |  |                        |
| Cluser Bach |  |                        |
| |  | Garschagener Bach      |
| |  | Zufluss                |
| |  | Wüstung Kreuzmühle     |
| Vorbecken Kreuzmühle |  |                        |
| Landesstraße 81 |  |                        |
| Herbringhauser Talsperre |  |                        |
| Vorbecken Olper Siefen |  |                        |
| Vorbecken Seringhausener Siefen |  | Vorbecken Hofer Siefen |
| |  |                        |
| Zulauf Lindes Busch |  | Windgassener Siefen    |
| |  |                        |
| Wasserwerk Herbringhausen |  |                        |
| |  |                        |
| Sondernsiefen |  | Bockenberger Siefen    |
| Schmiedesiefen |  |                        |
| |  | Herbringhauser Siefen  |
| |  |                        |
| |  |                        |
| |  | Wellenbuschbach        |
| |  |                        |
| |  |                        |
| |  |                        |
| |  |                        |
| Ehem. Untere Herbringhauser Talsperre |  |                        |
| |  | Nebenarm               |
| |  |                        |
| Wupper |  |                        |

Der Herbringhauser Bach ist ein 7,103 Kilometer langer Bach und ein Zufluss der Wupper, der seine Quelle in Remscheid nahe der Stadtgrenze zu Wuppertal hat. Die größte Strecke legt er im Wuppertaler Stadtbezirk Langerfeld-Beyenburg zurück.

## Etymologie
Der etymologische Ursprung der alten Ortsbezeichnung Herbringhausen kommt von „Haribrehtinghuson“, daraus wurde 1397 „Herbrechinchusen“ abgeleitet, der auf den Personennamen „Heribreht“ zurückgeht. Der Ort wurde 1457 als Besitz des Herzogs von Berg erwähnt.
Im Spätmittelalter bis in das 18. Jahrhundert trug der Bach den Namen Olpebach oder Olper Bach. Die Hofschaft Olpe und die Olper Höhe am Oberlauf stehen mit diesem Namen im Zusammenhang. Das große Waldgebiet im Mittel- und Unterlauf, das heute Herbringhauser Wald genannt wird, trug zu dieser Zeit den Namen Olscheid, ebenfalls eine Ableitung von Olpe.

## Topografie
Der Bach entspringt auf rund 340 Meter Höhe Normalnull im Stadtteil Lüttringhausen in der Nähe der Remscheider Ringstraße (Landesstraße 58, ehemals Bundesstraße 51) und fließt in nördlicher Richtung durch die Garschager Heide. Nach rund einem Kilometer ab Quelle ist die Stadtgrenze zu Wuppertal erreicht und dem Herbringhauser Bach fließt von rechts der 200 Meter lange Grunewaldsiepen zu. Nach weiteren 180 Metern mündet der ebenfalls von rechts kommende 476 Meter lange Lusebuschsiefen. Der 608 Meter lange Cluser Bach mündet nach weiteren 260 Meter von rechts. Rund 1,6 Kilometer ab der Quelle mündet von links der 1,6 Kilometer lange Garschagener Bach.
Nach weiteren 150 Metern ist das Vorbecken „Kreuzmühle“ der Herbringhauser Talsperre erreicht. Dieses rund 420 Meter lange Vorbecken wird durch die Landesstraße 81 unterbrochen. Der Herbringhauser Bach wird anschließend in der Herbringhauser Talsperre gestaut. Der Bach ist Namensgeber der Talsperre, die eine Länge von rund zwei Kilometer besitzt. Weitere Zuflüsse rechts und links speisen die Talsperre. 200 Meter unterhalb der Staumauer befindet sich das Wasserwerk Herbringhausen.
4,4 Kilometer ab Quelle wird ein kleiner Teich erreicht. Hier liegt rund 500 Meter westlich des Baches auch der kleine Ortsteil Herbringhausen. Bislang war die Hauptfließrichtung in nördlicher Richtung, für rund 900 Meter fließt er in nordwestlicher Richtung, um wieder dann in nördlicher Richtung zu fließen. Nach rund sechs Kilometer ab Quelle ist das 2006 aufgelassene Tal der ehemaligen Unteren Herbringhauser Talsperre. Hier soll sich Herbringhauser Tal sich jetzt wieder zu einer Bachaue entwickeln. Das Waldgebiet am Ostufer des Bachs wird Sondernbusch genannt. Kurz hinter der Staumauer mündet in rund 200 Meter Höhe Normalnull in Höhe des kleinen Ortsteils Kemna der Herbringhauser Bach als linker Zufluss der Wupper.

## Wassertriebwerke
Am Herbringhauser wurde wie an den meisten Bächen des Wuppervierecks das Wasser zum Antrieb von Wasserrädern genutzt. Das erste Wassertriebwerk am Lauf war die Kreuzmühle, die 1597 erstmals erwähnt wurde und 1955 niederbrannte. Im Zuge des Baus des Vorbeckens Kreuzmühle wurden alle Reste beseitigt. Die Luckhausener Mühle wurden bei dem Bau Herbringhauser Talsperre abgetragen, ebenso wie der 1550 erstmals erwähnte Herbringhauser Hammer. Weiter bachabwärts folgten der Oberste Hammer, der Mittlere Hammer und der Unterste Hammer (Grabers Hammer) kurz vor der Wuppermündung, die teilweise auch 1550 erwähnt wurden und bis zum Bau der Talsperre Stahl verarbeiteten. All diese Bauwerke sind nicht mehr vorhanden und nur noch Ortsnamen erinnern teilweise an sie.

## Landwehr
An zwei Stellen querte die Bergische Landwehr den Herbringhauser Bach. Während die Barmer Linie in Höhe der Unteren Herbringhauser Talsperre vom Paulsberg kommend das Tal querte, verlief die Elberfelder Landwehr in Höhe Herbringhausens über den Bach.

## Naturschutz
Das Tal des Herbringhauser Bachs steht auf einer Fläche von 49 Hektar unter Naturschutz.